# Palliduphantes bolivari
Palliduphantes bolivari es una especie de araña tejedora de sábana perteneciente al género Palliduphantes, categorizada en el grupo Araneomorphae, orden Araneae.
Fue descrita por Fage en 1931. La especie aparece registrada y publicada en una sección de Araneae, 5e série, précédée d'un essai sur l'évolution souterraine et son déterminisme. In: Biospeologica, LV. Archives de Zoologie Expérimentale et Générale 71: 99-291 de 1931.
La longitud del cuerpo del macho mide 2,1-2,2 mm y el de la hembra 2,3-2,5 mm. Suele habitar en cuevas y en bosques muy cercanos a ríos.

## Distribución
Se distribuye por Europa, en Portugal, España y Gibraltar.